# Martin Ernst von Schlieffen
Pour les articles homonymes, voir Schlieffen.
 (juin 2023).

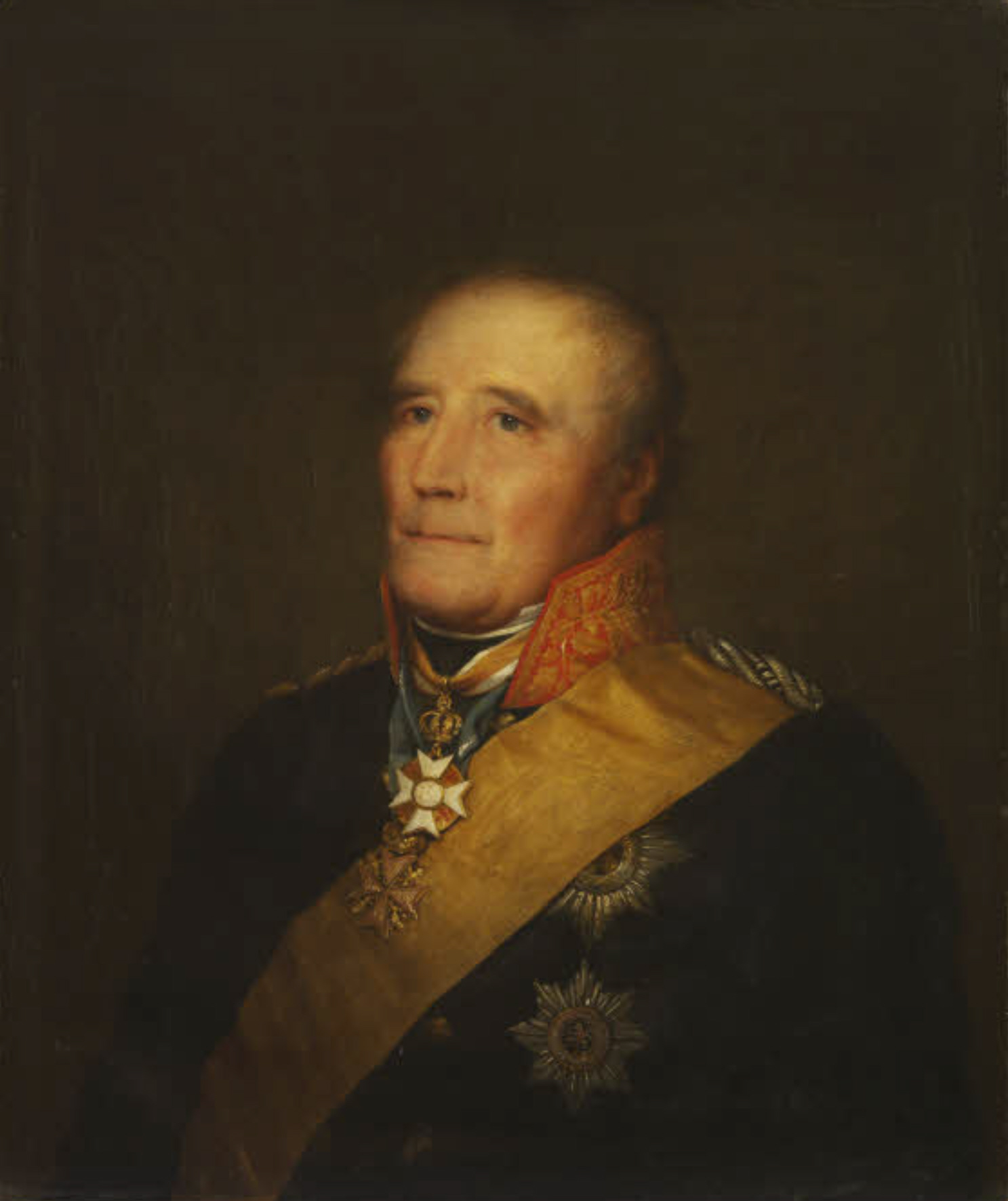
Martin Ernst von Schlieffen, par August von der Embde (1818)

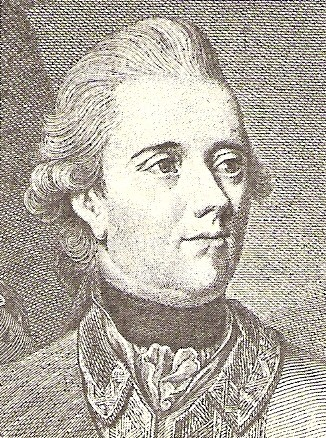
Martin Ernst von Schlieffen

Martin Ernst von Schlieffen (né le 30 octobre 1732 à Pudenzig près de Gollnow (Poméranie) et mort le 15 février 1825 au château de Windhausen (de) près d'Heiligenrode) était un général, homme politique, écrivain et architecte de jardin prussien.

## Biographie
Il est issu de la famille noble von Schlieffen (de) et est le fils de l'officier et propriétaire terrien prussien Hans Michael von Schlieffen et de sa femme Anna Helena, née von Petersdorff. En 1745, il rejoint l'armée prussienne. Il sert dans le régiment de garnison de Bredow à Berlin jusqu'à ce que le régiment soit finalement divisé en garnisons plus petites à Eberswalde, Bernau et Templin. En 1749, il est transféré à la garde de Potsdam et présenté au roi Frédéric II. Il apprend lui-même à lire et à écrire. Lorsqu'il tombe malade d'une maladie pulmonaire en 1755, il est renvoyé du service militaire prussien et non réintégré même après sa guérison en 1757.
Il entre finalement au service de la Hesse en 1757 et accède au grade de général en 1763. Il est alors adjudant général de Ferdinand de Brunswick-Wolfenbüttel. En 1772, il est promu lieutenant général par le landgrave Frédéric II de Hesse-Cassel et nommé ministre d'État de Hesse. Le landgrave le décore le 25 août 1773 avec l'ordre du Lion d'or. Schlieffen devient le conseiller le plus important du landgrave Frédéric II et Guillaume IX. En 1776, il accompagne à Londres les troupes affectées à l'Angleterre pour la guerre en Amérique du Nord pour le compte du landgrave de Hesse.
En 1781, il acquit les domaines féodaux de Niegleve et Tolzin et le village agricole de Zierhagen à Lalendorf (Mecklembourg-Schwerin), qu'il transforme en domaine. C'est là qu'est construit le manoir en 1802 et, de 1859 à 1863, le grand château de Schlieffenberg, qui n'a pas été conservé, et qui reste dans la famille jusqu'en 1929.
En 1789, il retourne au service prussien sous le roi Frédéric-Guillaume II. Il devient gouverneur de Wesel et reçoit peu après l'ordre de l'Aigle noir. Au cours des années suivantes, il entreprend plusieurs missions diplomatiques au pays et à l'étranger. En 1790, il commande les troupes entrant à Liège. En 1792, il prend congé et publie son calendrier militaro-social.
Il se retire au manoir de Windhausen, mais vit également temporairement dans ses domaines du Mecklembourg. Pour sa résidence de retraite de Windhausen, il fait aménager, outre le château de Windhausen (de) et le jardin germanique (de) qui en fait partie. Il se consacre à des études scientifiques et rédige de nombreux écrits, ce qui lui vaut entre autres d'être membre de l'Académie prussienne et bavaroise des sciences (1808). Il fait partie du cercle de connaissances de Friedrich Schiller. L'auteur rédige une histoire de la famille von Schlieffen ainsi qu'une autobiographie.
De 1807 à 1813, il est député des États impériaux du royaume de Westphalie. Dans le royaume de Westphalie, il est élevé au rang de baron le 2 avril 1813 et décoré de l'ordre de la Couronne de Westphalie (chevalier le 5 février 1810 ; commandeur le 28 mars 1811 et grand commandeur en octobre 1813).
Après sa mort à l'âge de 92 ans, il est enterré dans son mausolée du jardin germanique de Windhausen. Il est resté célibataire.

## Travaux
- Nachricht von einigen Häusern der Geschlechter v. Schlieffen oder Schlieben, vor Alters Sliwin oder Sliwingen. Kassel 1784. Google Books, Digitalisat
- Einige Betreffnisse und Erlebungen M.E's von Schlieffen. G. Reimer, Berlin 1830.